# Le Maître des couteaux
Le Maître des couteaux est le deuxième tome de la série de bande dessinée Seuls, écrit par Fabien Vehlmann et dessiné par Bruno Gazzotti (dessin), sorti en 2007. Il s'agit également du deuxième tome du premier cycle.

## Synopsis
Les cinq enfants élisent domicile à l'hôtel de luxe Majestic et s'occupent comme ils peuvent, tout en essayant — en vain — d'entrer en contact avec d'éventuels survivants de la disparition. Alors que Leïla décide de retaper un vieux bus à impériale pour aller explorer les environs, les premières tensions apparaissent dans le groupe.

## Prix
- Grand Prix du Journal de Mickey